# Pablo Deluca
Pour les articles homonymes, voir De Luca.
 Pablo Cesar Deluca, né le 15 mars 1963 à Buenos Aires est un ancien arbitre international de rugby à XV. 
Bien qu'il ait une solide expérience de l'arbitrage et de l'arbitrage international plus particulièrement, il a conservé sa profession d'avocat à temps plein, étant donc arbitre amateur.

## Carrière d'arbitre
Il a arbitré son premier match international le 23 novembre 1996, à l'occasion d'un match opposant l'équipe d'Italie à l'équipe d'Angleterre.
Pablo Deluca a évolué au sein du Liceo Militar, en première division, pendant 12 ans avant d’arbitrer sa première rencontre à ce niveau en 1992, deux ans après avoir pris sa retraite de joueur.
Il a été juge de touche lors de la Coupe du monde de rugby 1999 et a arbitré toutes les nations majeures. Il a en outre eu l’honneur d’être le premier Argentin à avoir arbitré une finale du Tournoi à VII de Hong Kong, en 1999, un match des Six Nations en 2000 et la finale de la Coupe du monde de rugby à sept en 2001.
Il a arbitré également trois matchs de la coupe du monde de rugby 2003 et deux matchs du Tournoi des Six Nations.

## Palmarès d'arbitre
- 21 matchs internationaux de 1996 à 2003

## Référence
1. ↑   J.-L. LAFFITTE, « Pablo Deluca: grande première au sifflet », sur www.ladepeche.fr, La Dépêche du Midi, 1er avril 2000 (consulté le 27 décembre 2009).